# Episodi di NCIS - Unità anticrimine (nona stagione)
La nona stagione della serie televisiva NCIS - Unità anticrimine è stata trasmessa negli Stati Uniti sul canale CBS dal 20 settembre 2011 al 15 maggio 2012, ottenendo un'audience media di 19 491 000 telespettatori, risultando così la serie TV più seguita della stagione televisiva statunitense.
Il 7 febbraio 2012 è andato in onda negli Stati Uniti il 200º episodio della serie, corrispondente al quattordicesimo della stagione.
In Italia la prima parte (episodi 1-11) è stata trasmessa dal 4 marzo al 13 maggio 2012 in prima assoluta da Rai 2; la seconda parte (episodi 12-24) viene trasmessa dal 9 settembre al 16 dicembre 2012. Il decimo e l'undicesimo episodio in Italia sono stati trasmessi in ordine invertito e con i titoli anch'essi invertiti.
| nº | Titolo originale        | Titolo italiano                  | Prima TV USA      | Prima TV Italia   |
| -- | ----------------------- | -------------------------------- | ----------------- | ----------------- |
| 1  | Nature of the Beast     | Istinto animale                  | 20 settembre 2011 | 4 marzo 2012      |
| 2  | Restless                | L'irrequieto                     | 27 settembre 2011 | 11 marzo 2012     |
| 3  | The Penelope Papers     | Le carte di Penelope             | 4 ottobre 2011    | 18 marzo 2012     |
| 4  | Enemy on the Hill       | Nemico al Congresso              | 11 ottobre 2011   | 25 marzo 2012     |
| 5  | Safe Harbor             | Porto franco                     | 18 ottobre 2011   | 1º aprile 2012    |
| 6  | Thirst                  | Falce e martello                 | 25 ottobre 2011   | 15 aprile 2012    |
| 7  | Devil's Triangle        | Arma biologica                   | 1º novembre 2011  | 22 aprile 2012    |
| 8  | Engaged, Part 1 e 2     | Gabriela, 1 e 2 parte            | 8 novembre 2011   | 29 aprile 2012    |
| 9  | Engaged, Part 1 e 2     | Gabriela, 1 e 2 parte            | 15 novembre 2011  | 29 aprile 2012    |
| 10 | Sins of the Father      | I peccati del padre              | 22 novembre 2011  | 13 maggio 2012    |
| 11 | Newborn King            | Missione a Natale                | 13 dicembre 2011  | 6 maggio 2012     |
| 12 | Housekeeping            | La fronda                        | 3 gennaio 2012    | 9 settembre 2012  |
| 13 | A Desperate Man         | Un uomo disperato                | 10 gennaio 2012   | 16 settembre 2012 |
| 14 | Life Before His Eyes    | Tutta la vita davanti agli occhi | 7 febbraio 2012   | 23 settembre 2012 |
| 15 | Secrets                 | Ritorno di fiamma                | 14 febbraio 2012  | 30 settembre 2012 |
| 16 | Psych Out               | Analisi psicologica              | 21 febbraio 2012  | 7 ottobre 2012    |
| 17 | Need to Know            | Le regole di Gibbs               | 28 febbraio 2012  | 14 ottobre 2012   |
| 18 | The Tell                | Il segnale                       | 20 marzo 2012     | 21 ottobre 2012   |
| 19 | The Good Son            | Un bravo figlio                  | 27 marzo 2012     | 28 ottobre 2012   |
| 20 | The Missionary Position | Destini incrociati               | 10 aprile 2012    | 4 novembre 2012   |
| 21 | Rekindled               | Una notte a Baltimora            | 17 aprile 2012    | 11 novembre 2012  |
| 22 | Playing with Fire       | Colpire al cuore                 | 1º maggio 2012    | 18 novembre 2012  |
| 23 | Up in Smoke             | Fumo negli occhi                 | 8 maggio 2012     | 9 dicembre 2012   |
| 24 | Till Death Do Us Part   | Finché morte non ci separi       | 15 maggio 2012    | 16 dicembre 2012  |

## Istinto animale
- Titolo originale: Nature of the Beast
- Diretto da: Tony Wharmby
- Scritto da: Gary Glasberg

### Trama
Il segretario Jarvis assegna a Tony il compito di investigare sulla morte di un capitano della Marina trovato con un'incisione sul braccio. Dopo che Ducky scopre, grazie alle riprese della sicurezza, EJ Barrett mentre rimuove un microchip dal cadavere dell'agente speciale Gayne Levin, i sospetti ricadono su di lei. L'MCRT inizia a sospettare che EJ sia il bersaglio delle indagini di Tony, ma EJ confida a Tony che Levin le ha chiesto di rimuovere il microchip. La squadra apprende che i microchip consentono l'accesso a flotte della Marina classificate, conosciute come le Guardiane. Tony viene adescato a un incontro con EJ e il suo compratore, che si rivela essere l'altro membro della squadra di Barrett e l'obiettivo delle indagini di Tony, l'agente speciale Simon Cade. Durante l'incontro, sparano a tutti e tre. Cade rimane ucciso, Tony perde conoscenza e Barrett scompare. Mentre Tony ricorda l'evento, capisce che sono stati ingannati dal cecchino, un agente dell'FBI in combutta con il direttore delle Operazioni Speciali dell'Ufficio dell'Intelligence della Marina, che ha messo i microchip all'asta.
- Guest star: Scott Wolf (Casey Stratton)

- Ascolti USA: telespettatori 19 960 000[4]

- Ascolti Italia: telespettatori 2 849 000 – share 9,52%[5]

## L'irrequieto
- Titolo originale: Restless
- Diretto da: James Whitmore Jr.
- Scritto da: Steven D. Binder

### Trama
Un marine di nome Thomas Hill collassa al suo party di ritorno, essendo stato drogato e pugnalato prima del suo arrivo. Mentre l'NCIS inizia a scavare nel suo passato, scoprono che la sorellastra adottata da Hill è una truffatrice di 27 anni che scappa dalle famiglie affidatarie poco prima del "diciottesimo" compleanno. Le prove conducono la squadra allo zio, colui che muove i fili, che ha ucciso Hill quando ha scoperto l'inganno. Nel frattempo, Tony inizia a sentirsi in colpa per le sue prepotenze durante i suoi anni scolastici, e chiede aiuto a McGee per fare ammenda. Però, alla fine dell'episodio, viene rivelato che era Tony la vittima dei bulli e non l'aguzzino.
- Ascolti USA: telespettatori 19 510 000[6]

- Ascolti Italia: telespettatori 3 030 000 – share 10,31%[7]

## Le carte di Penelope
- Titolo originale: The Penelope Papers
- Diretto da: Arvin Brown
- Scritto da: Nicole Mirante-Matthews

### Trama
All'NCIS viene assegnato il caso di Paul Booth, un tenente della Marina trovato con il biglietto da visita di McGee risalente ai suoi anni a Norfolk. Booth era un amico della nonna di McGee, Penelope Langston, che ha sviluppato un progetto di ricerca militare, conosciuto come Principio ANAX, prima dello scoppio della Guerra del Vietnam. Il Principio ANAX venne chiuso per quattro decadi prima di essere riavviato. Vengono usati bruchi nutriti in modo particolare per dar vita a un morbo geneticamente creato. Il killer di Booth si scopre essere Max Ellswood, uno dei ricercatori originali del Principio ANAX, che ha ucciso il tenente quando questi ha deciso di rivelare il progetto alla stampa. Alla fine dell'episodio, McGee e sua nonna parlano di quanto Gibbs ricordi loro il padre di McGee, che, alla fine, decide di chiamare suo padre, con cui non parla da sette anni. Intanto, Jimmy Palmer è alle prese col suo imminente matrimonio.
- Guest star: Lily Tomlin (Penelope Langston)

- Ascolti USA: telespettatori 19 350 000[8]

- Ascolti Italia: telespettatori 2 852 000 – share 9,64%[9]

## Nemico al Congresso
- Titolo originale: Enemy on the Hill
- Diretto da: Dennis Smith
- Scritto da: George Schenck e Frank Cardea

### Trama
Alla squadra viene affidato il compito di proteggere un ufficiale della Marina, la cui vita è in pericolo. Nel frattempo, Abby si offre di donare un rene e scopre, a causa di una coincidenza, che la persona scelta al suo posto per donarlo, in quanto arrivato prima, è un suo familiare, di cui lei però non conosceva l'esistenza: un altro fratello. La squadra scopre infine che l'ufficiale in pericolo era stato reso un obiettivo dalla sua commercialista, la quale riciclava il denaro da lui sottratto (per assicurare alla figlia disabile un futuro migliore) per poi spenderlo per finanziare la propria ludopatia. L'ufficiale uccide la donna e quando il team comprende il loro collegamento lo arrestano per appropriazione indebita e omicidio. Abby decide di incontrare il suo ritrovato fratello, il quale lavora in un negozio di animali, senza rivelargli la sua identità e poi, con un test del DNA, si rende conto che non era stato lui a essere dato in adozione, Abby è stata adottata dai suoi genitori. Sentendosi persa, confessa a Gibbs di non sapere più chi sia ora che ha capito che i suoi genitori defunti e suo fratello Luca non hanno legami di sangue, ma Gibbs la rassicura sul fatto che l'affetto che ha ricevuto vale ben più del DNA.
- Ascolti USA: telespettatori 18 980 000[10]

- Ascolti Italia: telespettatori 2 780 000 – share 9,32%[11]
- Guest star: Jack Conley, Brett Tucker, Melissa Ponzio, Shannon Wilcox, Morocco Omari, Daniel Louis Rivas, Michael B. Silver

## Porto franco
- Titolo originale: Safe Harbor
- Diretto da: Terrence O'Hara
- Scritto da: Reed Steiner e Christopher J. Waild

### Trama
L'NCIS, indagando su un caso d'omicidio con la Guardia Costiera, scopre una famiglia libanese intenzionata a chiedere asilo politico.
- Ascolti USA: telespettatori 19 410 000[12]

- Ascolti Italia: telespettatori 2 445 000 – share 8,19%[13]

## Falce e martello
- Titolo originale: Thirst
- Diretto da: Thomas J. Wright
- Scritto da: Scott Williams

### Trama
L'NCIS indaga su una strana morte avvenuta per sovraidratazione.
- Guest star: Cheryl Ladd (Mary Courtney)

- Ascolti USA: telespettatori 19 430 000[14]

- Ascolti Italia: telespettatori 2 734 000 – share 9,19%[15]

## Arma biologica
- Titolo originale: Devil's Triangle
- Diretto da: Leslie Libman
- Scritto da: Steven D. Binder e Reed Steiner

### Trama
Quando il terzo marito di Diane Sterling scompare misteriosamente, la donna chiede aiuto ai suoi due ex-mariti, Gibbs e Fornell, per ritrovarlo.
- Ascolti USA: telespettatori 19 710 000[16]

- Ascolti Italia: telespettatori 2 757 000 – share 9,51%[17]

## Gabriela, prima parte
- Titolo originale: Engaged, Part 1
- Diretto da: James Whitmore Jr.
- Scritto da: Gina Lucita Monreal

### Trama
L'NCIS indaga sullo schianto di un aereo da trasporto che riportava negli Stati Uniti sei corpi di militari da Kandahar. Le indagini si complicano dopo alcuni risultati inspiegabili del test del DNA. Si verrà a sapere di un'esplosione in una scuola provocata da una maestra, che poi si impiccherà in cella.
- Ascolti USA: telespettatori 20 380 000[18]

- Ascolti Italia: telespettatori 3 042 000 – share 11,59%[19]

## Gabriela, seconda parte
- Titolo originale: Engaged, Part 2
- Diretto da: Tony Wharmby
- Scritto da: Gary Glasberg

### Trama
Le indagini dell'NCIS sullo schianto aereo portano Gibbs e Ziva in Afghanistan, dove devono ritrovare la marine Gabriela Flores, che si scopre essere sopravvissuta all'esplosione con due bambine, che sono state catturate dagli insorti mentre cercavano di scappare.
- Ascolti USA: telespettatori 20 000 000[20]

- Ascolti Italia: telespettatori 3 042 000 – share 11,59%[19]

## I peccati del padre
- Titolo originale: Sins of the Father
- Diretto da: Arvin Brown
- Scritto da: George Schenck e Frank Cardea

### Trama
Anthony DiNozzo Sr., tornato a Washington per affari, finisce con il ritrovarsi in stato di amnesia nella stessa auto di una vittima di omicidio.
- Guest star: Robert Wagner (DiNozzo senior)

- Ascolti USA: telespettatori 18 500 000[21]

- Ascolti Italia: telespettatori 2 869 000 – share 10,66%[22]

## Missione a Natale
- Titolo originale: Newborn King
- Diretto da: Dennis Smith
- Scritto da: Christopher J. Waild

### Trama
Dopo l'assassinio di un capitano della Marina, la squadra viene incaricata di trovare e proteggere la sua ragazza incinta. Nel frattempo, Jimmy Palmer incontra il padre della fidanzata Breena.
- Ascolti USA: telespettatori 19 130 000[23]

- Ascolti Italia: telespettatori 2 803 000 – share 9,99%[24]

## La fronda
- Titolo originale: Housekeeping
- Diretto da: Terrence O’Hara
- Scritto da: Scott Williams

### Trama
Le indagini dell'omicidio di un comandante della Marina conducono la squadra a E.J. Barrett. La squadra rintraccia la Barrett, che era scappata perché Casey Stratton, ex agente segreto, cercava di ucciderla, avendo capito che era l'assassino del collega. Barrett ha un chiarimento con Dinozzo rispetto al loro rapporto. Nel chiarimento E.J. evidenzia a Tony come sia chiaro che Ziva ci tenga a lui. Grazie alla collaborazione del segretario della marina, riescono a prendere l'assassino, Casey Stratton che voleva uccidere Barrett e Dinozzo. Barrett torna finalmente a casa dalla madre e saluta Dinozzo. Dinozzo si avvicina a Ziva ma in quel momento Ziva riceve una telefonata da Rey.
- Guest star: Scott Wolf (Casey Stratton/ Jonathan Cole)

- Ascolti USA: telespettatori 19 810 000[25]

- Ascolti Italia: telespettatori 2 518 000 – share 11,6%[26]

## Un uomo disperato
- Titolo originale: A Desperate Man
- Diretto da: Leslie Libman
- Scritto da: Nicole Mirante-Matthews

### Trama
L'NCIS indaga sulla morte di un tenente della Marina il cui corpo viene ritrovato in un cantiere. Intanto, Ray Cruz ritorna e chiede a Ziva di sposarlo.
- Ascolti USA: telespettatori 20 870 000[27]

- Ascolti Italia: telespettatori 3 126 000 – share 12,61%[28]

## Tutta la vita davanti agli occhi
- Titolo originale: Life Before His Eyes
- Diretto da: Tony Wharmby
- Scritto da: Gary Glasberg

### Trama
Qualcuno spara a Gibbs mentre sta bevendo un caffè in un bar. Dopo lo sparo, lui vede Mike Franks che gli fa fare "un viaggio nel passato" facendogli vedere come sarebbe andata la sua vita se avesse fatto azioni diverse, mostrandogli le persone sia vive che morte, tra cui Kate, Shannon e Kelly.
- Ascolti USA: telespettatori 20 980 000[29]

- Ascolti Italia: telespettatori 2 971 000 – share 11,2%[30]

- Nota: Tutta la vita davanti agli occhi è il 200º episodio della serie.

## Ritorno di fiamma
- Titolo originale: Secrets
- Diretto da: Leslie Libman
- Scritto da: Steven D. Binder

### Trama
La squadra dell'NCIS, dopo aver rinvenuto il corpo senza vita di un capitano della Marina, sotto la cui uniforme è nascosto un insolito costume, si trova a indagare nel mondo di supereroi mascherati che, in un gruppo simile a vigilantes, ogni giorno combattono i criminali. Collabora nell'indagine della squadra dell'NCIS la giornalista Wendy, ex compagna dell'agente Anthony DiNozzo.
- Guest Star: Ray Wise (Wayne Tobett)

- Ascolti USA: telespettatori 19 590 000[31]

- Ascolti Italia: telespettatori 2 521 000 – share 9,08%[32]

## Analisi psicologica
- Titolo originale: Psych Out
- Diretto da: Dennis Smith
- Scritto da: Gary Glasberg e Reed Steiner

### Trama
Un ex marine di alto livello muore in circostanze dubbie. Il fiuto di Gibbs lo spinge a indagare più approfonditamente per scoprire la verità dietro quello che sembra un suicidio. Nelle indagini si ritrova faccia a faccia con la dottoressa Samantha Ryan, membro della PsyOps Division. Intanto, DiNozzo discute con McGee per le retribuzioni in busta paga.
- Guest star: Jamie Lee Curtis (dott.ssa Samantha Ryan)

- Ascolti USA: telespettatori 19 290 000[33]

- Ascolti Italia: telespettatori 2 690 000 – share 9,42%[34]

## Le regole di Gibbs
- Titolo originale: Need to Know
- Diretto da: Michelle MacLaren
- Scritto da: George Schenck e Frank Cardea

### Trama
L'assassinio di un marine mette a rischio una spedizione top-secret di un laboratorio di ricerca della Marina. L'assassino, catturato dalla squadra dell'NCIS si rivela essere collegato a un traffico internazionale di armi. Alla squadra, intanto, si aggiunge l'agente in prova Ned Dorneget che cerca di impressionare favorevolmente Gibbs, sperando di riuscire a unirsi in via definitiva alla squadra. Gibbs non pare, però, cedere alle lusinghe.
- Ascolti USA: telespettatori 18 200 000[35]

- Ascolti Italia: telespettatori 2 684 000 – share 9,38%[36]

## Il segnale
- Titolo originale: The Tell
- Diretto da: Tom Wright
- Scritto da: Gina Lucita Monreal

### Trama
Gibbs e la dottoressa Samantha Ryan collaborano alle indagini su una fuga di informazioni altamente segrete, probabilmente fuoriuscite dall'interno della Marina.
- Guest star: Jamie Lee Curtis (dott.ssa Samantha Ryan)

- Ascolti USA: telespettatori 19 060 000[37]

- Ascolti Italia: telespettatori 2 739 000 – share 9,52%[38]

## Un bravo figlio
- Titolo originale: The Good Son
- Diretto da: Terrance O'Hara
- Scritto da: Nicole Mirante-Matthews e Scott Williams

### Trama
Un parente stretto del direttore dell'NCIS Vance viene sospettato per l'omicidio di un cadetto della Marina. Toccherà all'agente speciale Gibbs e alla sua squadra cercare di comprendere perché il congiunto del direttore sia coinvolto e per quale motivo.
- Ascolti USA: telespettatori 18 620 000[39]

- Ascolti Italia: telespettatori 2 685 000 – share 8,92%[40]

## Destini incrociati
- Titolo originale: The Missionary Position
- Diretto da: Arvin Brown
- Scritto da: Allison Abner

### Trama
Un marine viene assassinato e Tony e Ziva ricevono l'incarico per le indagini. Durante le indagini, si ritrovano a collaborare con una vecchia amica di Ziva in Colombia. Con lei, cercheranno un tenente e un cappellano di Marina. Intanto, il patologo praticante Jimmy Palmer decide chi sarà il testimone per il suo matrimonio, ovvero Abby.
- Ascolti USA: telespettatori 17 660 000[41]

- Ascolti Italia: telespettatori 2 800 000 – share 9,42%[42]

## Una notte a Baltimora
- Titolo originale: Rekindled
- Diretto da: Mark Horowitz
- Scritto da: Christopher J. Waild e Reed Steiner

### Trama
In un magazzino della Marina scoppia un violento incendio ed il contenuto viene praticamente incenerito. Nell'ispezione dopo il rogo vengono rinvenuti nelle macerie alcuni documenti importanti della Marina, che risultavano essere scomparsi. La sicurezza nazionale è in pericolo. Mentre l'NCIS si avvale nelle indagini dell'aiuto della polizia di Baltimora, Tony incontra un ragazzo che aveva salvato da un incendio anni prima.
- Ascolti USA: telespettatori 18 080 000[43]

- Ascolti Italia: telespettatori 3 123 000 – share 10,46%[44]

## Colpire al cuore
- Titolo originale: Playing with Fire
- Diretto da: Dennis Smith
- Scritto da: George Schenck e Frank Cardea

### Trama
Ancora un incendio. Questa volta divampa a bordo di una nave della Marina. Nel corso dell'indagine, la squadra dell'NCIS acquisisce importantissime prove di un pericolo che potrebbe mettere a rischio l'intera Marina degli Stati Uniti. Intanto, Tony e Ziva sono diretti in Italia a bordo di una nave della Marina, quando su di essa viene scoperta una bomba nascosta. Alla fine, l'incendiario viene catturato e confessa il nome del mandante: Harper Dearing, un grosso industriale. Alla fine dell'episodio, Gibbs appende la foto del ricercato alla parete dei criminali "Most Wanted" (più ricercati) dell'NCIS, più precisamente sopra quella di Osama Bin Laden, e mobilita tutti gli agenti dell'NCIS per catturarlo.
- Ascolti USA: telespettatori 17 580 000[45]

- Ascolti Italia: telespettatori 2 625 000 – share 8,63%[46]

## Fumo negli occhi
- Titolo originale: Up in Smoke
- Diretto da: James Whitmore Jr.
- Scritto da: Steven D. Binder

### Trama
La Marina degli Stati Uniti è nel mirino dei terroristi. Durante le indagini per scoprire quali segreti siano in loro possesso, viene ritrovato nella bocca di un agente in prova, nascosto in un dente, un microcomponente in grado di rendere vulnerabili ad attacchi informatici i potenti computer della Marina. Jimmy Palmer, intanto, in procinto di sposarsi, è alle prese con la festa per l'addio al celibato.
- Guest Star: Jamie Lee Curtis (dott.ssa Samantha Ryan), Jason Gray-Stanford (Dott. Jay Berman)

- Ascolti USA: telespettatori 18 200 000[47]

- Ascolti Italia: telespettatori 2 580 000 – share 8,47%[48]

## Finché morte non ci separi
- Titolo originale: Till Death Do Us Part
- Diretto da: James Whitmore Jr.
- Scritto da: Steven D. Binder

### Trama
L'NCIS è ancora alle prese con le indagini per scoprire chi sono i terroristi che minacciano seriamente la Marina statunitense. La squadra dell'NCIS è ormai sulle tracce del capo dei terroristi, ma non riesce a localizzarlo. L'importanza delle indagini coinvolge tutti i componenti dell'NCIS e, perciò, viene suggerito a Jimmy Palmer di spostare la celebrazione delle sue nozze in un luogo più vicino. Durante il rito, una potente bomba esplode di fronte al quartier generale dell'NCIS. Tutti vengono coinvolti nella deflagrazione, tranne il dottor Mallard, che apprende la notizia sulla spiaggia dove passeggiava dopo le nozze di Palmer. Sconvolto, viene colto da infarto e si accascia sulla sabbia.
- Guest Star: Jamie Lee Curtis (dott.ssa Samantha Ryan); Scott Wolf (Jonathan Cole)

- Ascolti USA: telespettatori 19 050 000[49]

- Ascolti Italia: telespettatori 2 767 000 – share 9,44%[50]